# پل شهدای شش بهمن
پل شهدای شش بهمن آمل مربوط به دوره اسلامی است. پلی است در آمل در سال ۱۳۸۹ ساخته شده‌است. این پل به نام واقعه آمل (۱۳۶۰) نامگذاری شده‌است و یکی از بلندترین پل‌های ایران است. پل دارای طاق‌های بلند است و روی رود هراز قرار دارد.